# 虎门公铁两用大桥
虎门公铁两用大桥桥址位于珠江口虎门大桥下游，东侧为东莞虎门镇，为江滨丘陵区，沿江地带为沙角炮台，海军虎门训练基地、化工园区及沙角发电厂，总投资约为176.24亿元。根据环评公示，大桥将采用凫洲水道桥位方案，深茂铁路线路走向为：从广深沿江高速公路西侧至虎门设虎门南站，斜跨太平水道至珠江口，于虎门大桥下游约4.8km以桥梁形式跨珠江，沿南沙岛东南侧边缘向西南，斜跨狮子洋凫洲水道，进入龙穴岛西北侧，再跨越蕉门水道进入万顷沙镇南沙站。同时规划中的中南虎城际中山至南沙段与深茂铁路并线，南沙至虎门段修建四线桥，分线运输，因此虎门公铁两用大桥将会是公路以及四线铁路大桥。